# Jinka
Jinka este un oraș din Etiopia. În 2005 avea 30.249 de locuitori.